# Dubrovka, Leningrad oblast

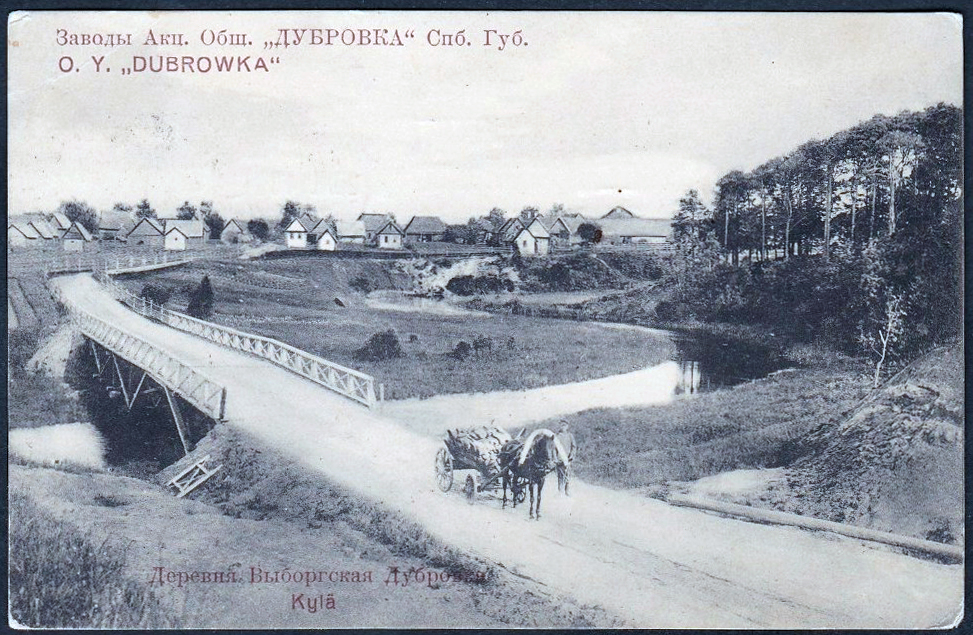
Vykort (1910) med texten "Aktiebolaget Dubrovka". Ån på bilden rinner ut i Neva.

Dubrovka i Vsevolozjsks distrikt är en industriort utmed floden Neva en dryg mil söder om Ladoga och Nöteborg. Orten ligger 30 km rakt öster om Sankt Petersburgs södra förstäder. Sedan 1929 är Dubrovka ändstation för en 4 mil lång lokaltågslinje från Finlandsstationen i Sankt Petersburg via  Nöteborg. Restiden är 1½ timme.
Fram till andra världskriget fanns en del av orten på den östra sidan om floden. Förutom fiske och körslor till och från hamnen i Nöteborg fanns det ett sandtag som bybor arbetade i. Dubrovka växte kraftigt, med sågverk och pappersbruk decennierna efter sekelskiftet 1900. Invånarantalet steg till över 9 500 personer år 1939. Hundra år tidigare hade 168 personer bott i byns då 26 hus. 
Orten och omgivningarna förstördes fullständigt under belägringen av Leningrad, då fronten följde Neva rakt igenom byn. Dubrovka återbefolkades och har sedan slutet av 1950-talet haft ungefär 6 000 invånare, under 2010-talet närmre 7 000.
Industriella småföretag är ortens största arbetsgivare, med tillsammans drygt 300 anställa.